# Soinam Wangmo
Soinam Wangmo (Nagqu, 14 mei) is een Tibetaanse zangeres. Ze is geboren in noordelijk Tibet, een streek die bekendstaat om haar grote cultuur van dans en muziek. Ze is zeer bekend in Volksrepubliek China vanwege haar vele optredens op de Chinese staatstelevisie China Central Television die meestal op CCTV-3 worden uitgezonden. Ze is een van de vele Tibetaanse zangeressen die faam hebben gemaakt in de Chinese muziekindustrie. In 2002 won ze de eerste prijs van amateurzangers bij de tiende nationale jeugdzangwedstrijd van China Central Television. Ze zong toen het Tibetaanstalige lied Gouden jiaxiang. Haar liedjes zijn meestal gezongen in het Tibetaans, daarnaast zingt ze ook Standaardmandarijnse liedjes. Ook zijn er liedjes waarin ze allebeide talen zingt. Haar favoriete drinken is Tibetaanse boterthee.